# Студити
Студити — ченці Східної Церкви, які живуть за правилом святого Теодора — ігумена монастиря, заснованого в V столітті патрицієм Студіос у Константинополі.

## Становлення
Студійський устав-правило ввів у Києво-Печерському монастирі близько 1070 року св. Феодосій Печерський, звідки він поширився по інших монастирях. У кінці ХІХ столітті в Галичині розпочався рух за віднову первісного чернечого життя. В 1898 році у селі Волсвин [Архівовано 31 січня 2021 у Wayback Machine.] (нині — Львівська область) було засновано першу монашу спільноту (22 вересня 1898 р., 120 років тому [Архівовано 31 січня 2021 у Wayback Machine.] отець Андрій Шептицький, який перебував у монастирі Отців Василян у Кристонополі у ранзі професора у с. Волсвин на фільварку Отців Василян заклав перший новіціат монахів, які називали себе Товариством Христовим. Але опісля дав їм назву монахи Студити, нав’язуючи таким чином спосіб монашого життя, які жили над Босфором в Константинополі.).
Молодих юнаків підтримав майбутній митрополит Андрей (Шептицький) з метою відродження форми монашого життя, властивої для слов'ян Сходу. Перших студитів А. Шептицький поселив у с. Вулька, 1904 року в Скнилові — за так званим Скнилівським типіконом його укладу (1906). 1919 року студити переїхали до Унева (Перемишлянського повіту), у якому сформували монастир (йому підлягали інші обителі). Студити займалися рільництвом, вели домашнє господарство, ремісничі робітні, сиротинці і бурси (в Уневі і на Личакові у Львові), бібліотеку «Студіон» у Львові, малярську школу і палітурню в Уневі тощо.
З 1935 року студити почали видавати місячник «Ясна Путь» (для внутрішнього вжитку) і «Промінчик Сонця Любови» для народу. У 1939 році в студитів було 8 монастирів і 3 місійні станиці (на Підляшші — Заболотів і Шостка та на Поліссі). Головним настоятелем студитів був митрополит А. Шептицький з титулом архимандрита, по його смерті — брат митрополита Климентій Шептицький. 1939 року всіх студитів було 225 (у тому числі 22 ієромонахи). З приходом більшовиків 1944 року чимало студитів загинуло, у Свято-Успенській Лаврі в Уневі влаштовано концентраційний табір для духовенства, яке не визнало російське православ'я.
Невелику частину студитів унаслідок воєнних дій вивезено з України. Після війни вони за старанням єромонаха Івана Петерса заклали дім у м. Буке в Німеччині, звідки переїхали до Шевтонь у Бельгії, 1951 року остаточно поселилися у Вудстоку (Канада). 1965 року Верховний архієпископ УГКЦ Йосиф Сліпий заснував Студіон у Кастель-Гандольфо біля Риму; 1974 року відкрито станицю у Парагваї. Зараз поза межами України живе 15 студитів.
Виступають за збереження в УГКЦ всіх давніх східнохристиянських традицій. У 1990-х роках студитам у Львові передали будівлі костелу св. Казимира, костел св. Михаїла.

## Монастирі

### Чоловічі
- Святоуспенська Унівська Лавра, с. Унів. (Стрийська єпархія) Генеральна Управа
- Свято-Іванівська Лавра, м. Львів (Львівська архиєпархія)Фейсбук
- Святомихайлівський монастир, м. Львів (Львівська архиєпархія)
- Дім св. Йоана Богослова, смт. Рудно (Львівська архиєпархія)
- Монастир прор. Іллі, с. Дора (Коломийська єпархія)
- Свято-Преображенський монастир, м. Городок  (Стрийська єпархія)
- Свято-Троїцький монастир, с. Зарваниця (Тернопільсько-Зборівська архиєпархія)
- Монастир походження дерева Хреста Господнього с.Підкамінь (Сокальсько-Жовківська єпархія)

### Жіночі
- Свято-Троїцька обитель, с. Унів (Стрийська єпархія)
- Обитель Непорочного Зачаття Пречистої Діви Марії, м. Перемишляни (Стрийська єпархія)
- Свято-Покровський монастир м. Львів (Львівська архиєпархія)